# Robert S. Mendelsohn

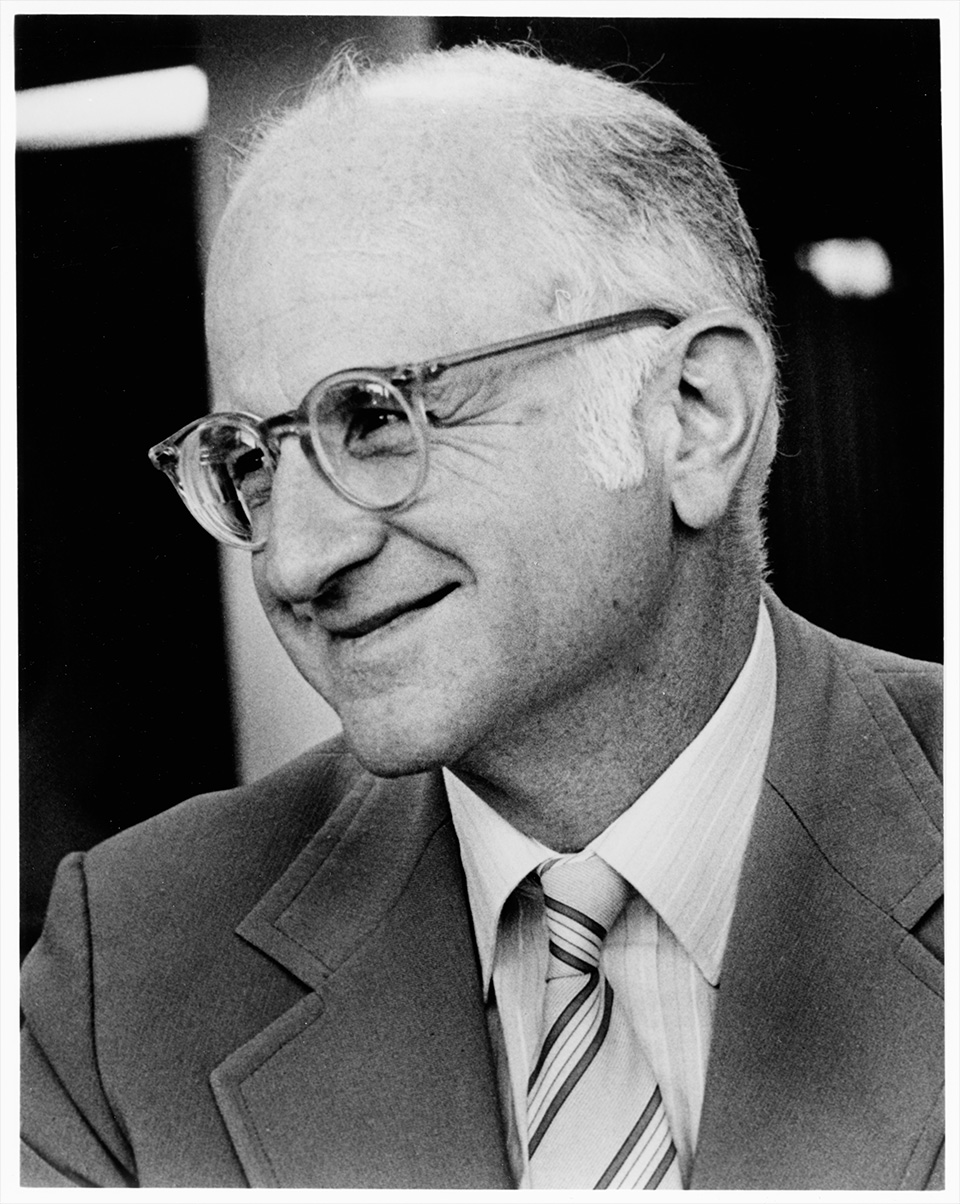
Robert S. Mendelsohn, foto van Bob Miller, Seattle Post Intelligencer, 28 oktober 1980

Robert S. Mendelsohn (13 juli 1926 - 5 april 1988) was een Amerikaanse pediatrist, anti-vaxer en criticus van 'medisch paternalisme'. 
Hij wees onnodige en radicale chrirurgische ingrepen en gevaarlijke medicijnen af en herinnerde zijn lezers aan mislukkingen in de publieke gezondheid als de 'varkenspest van 1976' en de schade die dochters opliepen van moeders die het middel Diethylstilbestrol gebruikten tijdens de zwangerschap. 
Hij portretteerde dokters als machtige priesters van een primitieve religie, met oneerlijkheid als haar voornaamste ethiek. Zijn milde manier van optreden sprak het publiek aan, terwijl zijn boodschap zijn medische collega's woest maakte.
Mendelsohn schreef een column met de naam The People's Doctor voor een krant van een belangenvereniging en schreef ook een nieuwsbrief met dezelfde naam (de nieuwsbrief ging na zijn dood door tot 1992, onder de naam The Doctor's People). 
Hij publiceerde vijf boeken, waaronder Confessions of a Medical Heretic, Mal(e) Practice: How Doctors Manipulate Women, en How to Raise a Healthy Child...In Spite of Your Doctor. In Confessions of a Medical Heretic vergelijkt Mendelsohn het 'medische establishment' met de Rooms Katholieke Kerk en noemt hij het 'the Church of Modern Medicine'.
Hij verscheen in meer dan 500 televisie en radio talkshows. 

## Carrière
Mendelsohn ontving rond 1951 zijn doctoraat Medicijnen aan de University of Chicago onder de jezuïeten Loyola Chicago University. Hij was Instructor aan de Northwest University Medical College, twaalf jaar Associate Professor 'Pediatrics and Community Health & Preventive Medicine' aan het University of Illinois College of Medicine, President van de National Health Federation, National Director van 'Project Head Starts Medical Consultation Service' en Chairman van de 'Medical Licensing Committee' van de staat Illinois.